# MBC 4
 (octobre 2024).
MBC 4 est une chaîne de télévision saoudienne panarabe thématique orientée vers un jeune public féminin en version originale sous-titrée en arabe, appartenant au groupe MBC.
Elle diffuse des programmes américains.
Avant le lancement de cette chaîne, toutes ses émissions étaient diffusées sur MBC 2. Depuis, MBC 2 ne diffuse plus que des films hollywoodiens.

## Animateurs
- Raya Abirached (correspondant à Hollywood) ;
- Ramzy Malouki (correspondant à Hollywood)
- Mohammed Kareem (correspondant à Hollywood)